# Udohöhe
Die Udohöhe ist ein 496 m hoher Berg in Sachsen.

## Geografische Lage
Die Udohöhe liegt auf der Gemarkung der Stadt Oederan im nördlichen Erzgebirge.

## Geschichte
Als Station Nr. 13 Udohöhe war der Berg in den 1860er-Jahren eine Station 1. Ordnung der Königlich-Sächsischen Triangulation. Aus diesem Grund wurde auf dem Gipfel eine Vermessungssäule errichtet, die noch heute vorhanden ist.

## Bilder

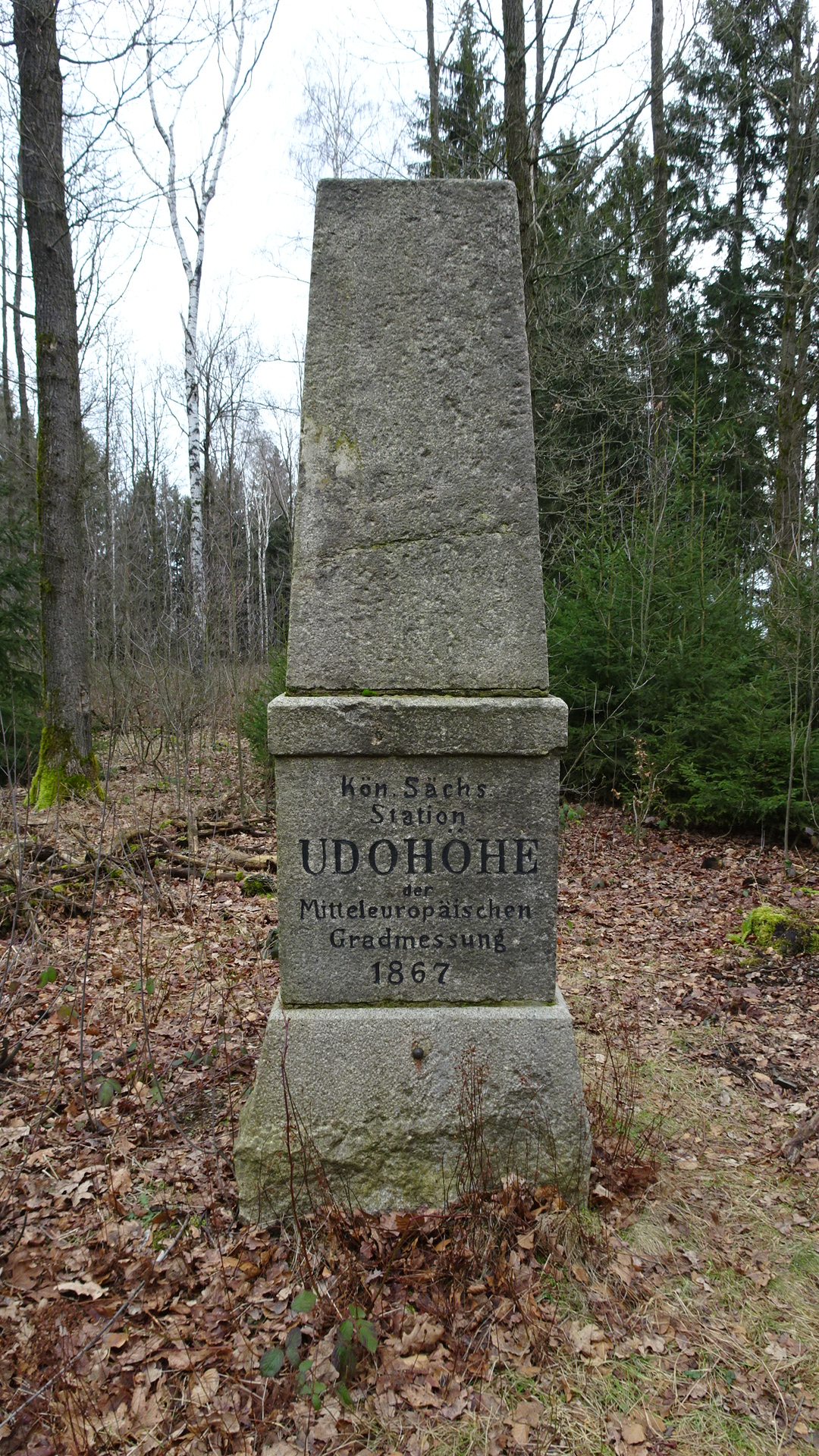
Triangulationssäule, Udohöhe
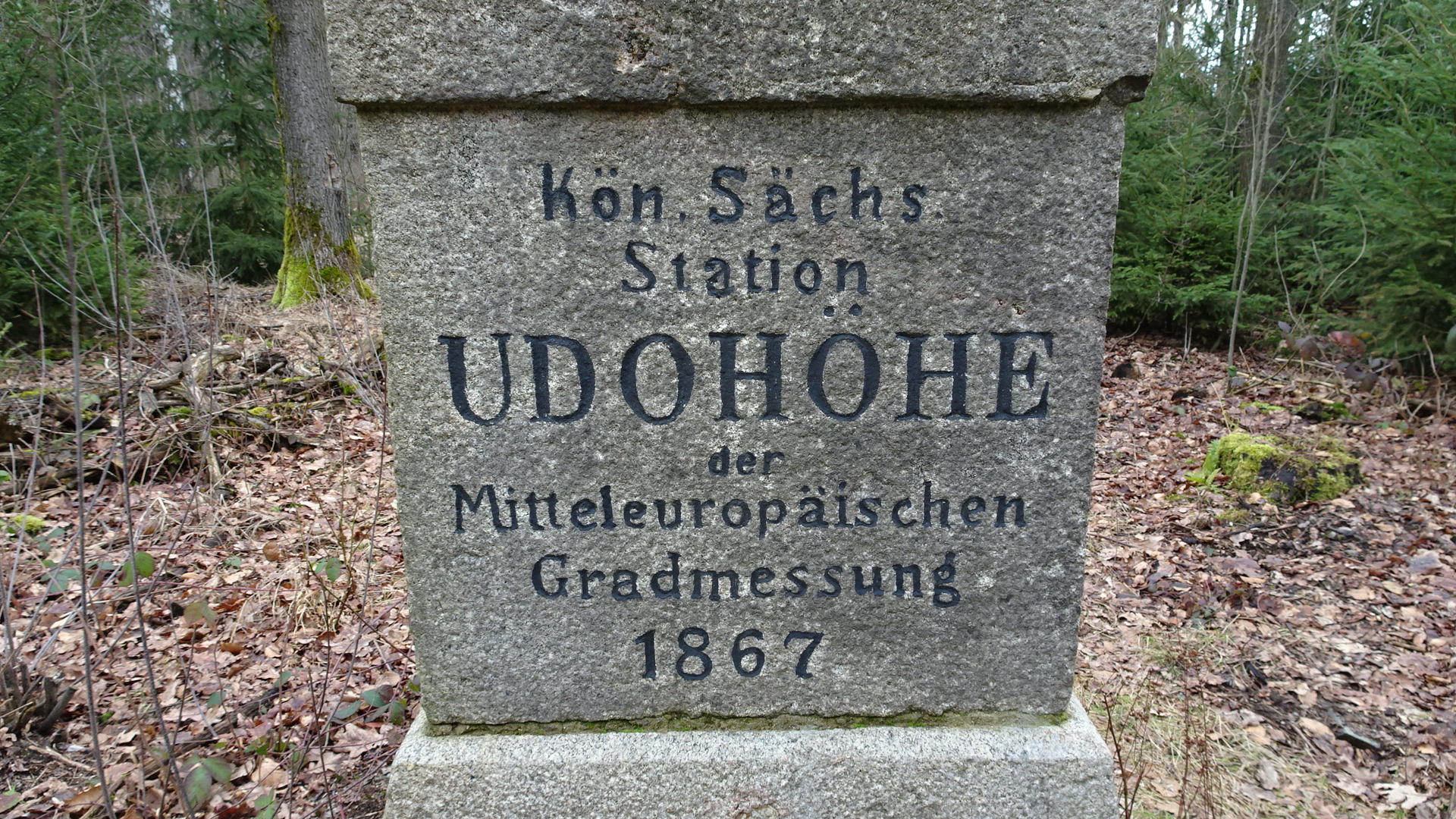
Triangulationssäule, Detailaufnahme